# Adhémar d'Alès
Adhémar d'Alès (2. prosince 1861 Orléans – 24. února 1938 Paříž) byl jezuita, francouzský teolog a patrolog a latinský básník.

## Život
V Tovaryšstvu Ježíšově byl od 1880, kněz se stal od 1896. Vyučoval teologii v Paříži. Napsal knihy o Tertulianovi, Cypriánovi, Hippolytovi Římském, Novatianovi a dalších starověkých autorech. Po mnoho let byl hlavním redaktorem Slovníku katolické víry (Dictionnaire apologétique de la foi catholique). Čtyři latinské písně Adhémar d'Alès byly oceněny v Hoeufftovské soutěži.